# Theater Koblenz
Il Theater Koblenz, detto anche Teatro municipale di Coblenza, è un teatro multi-artistico utilizzato per l'opera, i concerti, il teatro delle marionette e i balletti, e si trova a Coblenza, in Germania. Dispone di 500 posti a sedere ed è stato realizzato nel XVIII secolo, non lontano dal Palazzo dell'Elettore che ne avviò la costruzione, il principe-arcivescovo Clemente Venceslao di Sassonia. Alla data del 2021 il direttore è Markus Dietze.
Davanti al teatro si trova, ricollocata dal 1970, la Clemensbrunnen, una tra le più famose fontane pubbliche della città, realizzata nel medesimo periodo del teatro.

## Storia

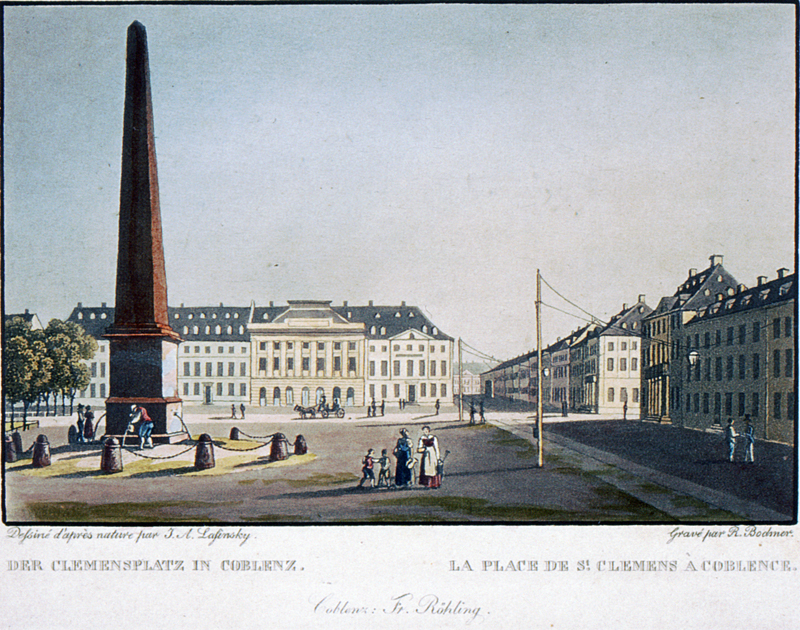
Veduta di Coblenza dalla Clemensplatz nel 1830: sullo sfondo si vede il teatro e la posizione originale della Clemensbrunnen

Il teatro di Coblenza venne commissionato dall'elettore ed arcivescovo di Treviri, Clemente Venceslao di Sassonia, e costruito nel 1787 dall'architetto Peter Joseph Krahe in quello che all'epoca era il nuovo quartiere di Neustadt. La costruzione venne supervisionata da Johann Andreas Gärtner. La costruzione venne realizzata sul modello dei teatri d'opera italiani di moda nel XVIII secolo, prendendo ispirazione anche dai teatri francesi. Il 23 novembre 1787, il teatro venne inaugurato con una rappresentazione de Il ratto nel Serraglio di Mozart, diretta da Johann Heinrich Böhm.
Dopo la fine del dominio elettorale e dell'occupazione francese, divenne di proprietà privata, cambiando proprietario diverse volte ma peggiorando nelle proprie condizioni. Il 16 dicembre 1851, la cantante d'opera Henriette Sontag si esibì nel teatro e quella fu la prima e l'unica performance che tenne nella sua città natale. Nel 1867, su suggerimento del sindaco Karl Heinrich Lottner, il teatro venne acquistato dalla città di Coblenza in un'asta pubblica. Il comune fece restaurare il complesso da Hermann Nebel nel 1869, e anche gli interni vennero ridecorati in stile storicista. Nel 1937 e nuovamente nel 1952, il teatro venne nuovamente restaurato per adeguarlo ai nuovi standard di modernità e sicurezza.
Durante la seconda guerra mondiale, il teatro venne chiuso nell'agosto del 1944, ma dal momento che fu una delle poche costruzioni del centro storico a rimanere illesa durante i raids aerei su Coblenza, poté riaprire già dal 1º giugno del 1946. Dato che era inoltre una delle poche grandi sale scampate alla guerra, il teatro fu ancora una volta centro di importanti avvenimenti: il 22 novembre 1946 si riunì qui il parlamento della Renania-Palatinato che stilò la costituzione per il nuovo stato istituito nel dopoguerra.
Il teatro venne nuovamente restaurato nel 1984-1985 con l'intento di riportarlo per quanto più possibile all'aspetto che doveva avere nel 1787. Durante questi restauri, il foyer venne riportato alle dimensioni originali, come pure vennero ricostruiti i dipinti originali dei soffitti; la facciata riottenne il suo colore originale.

## Descrizione

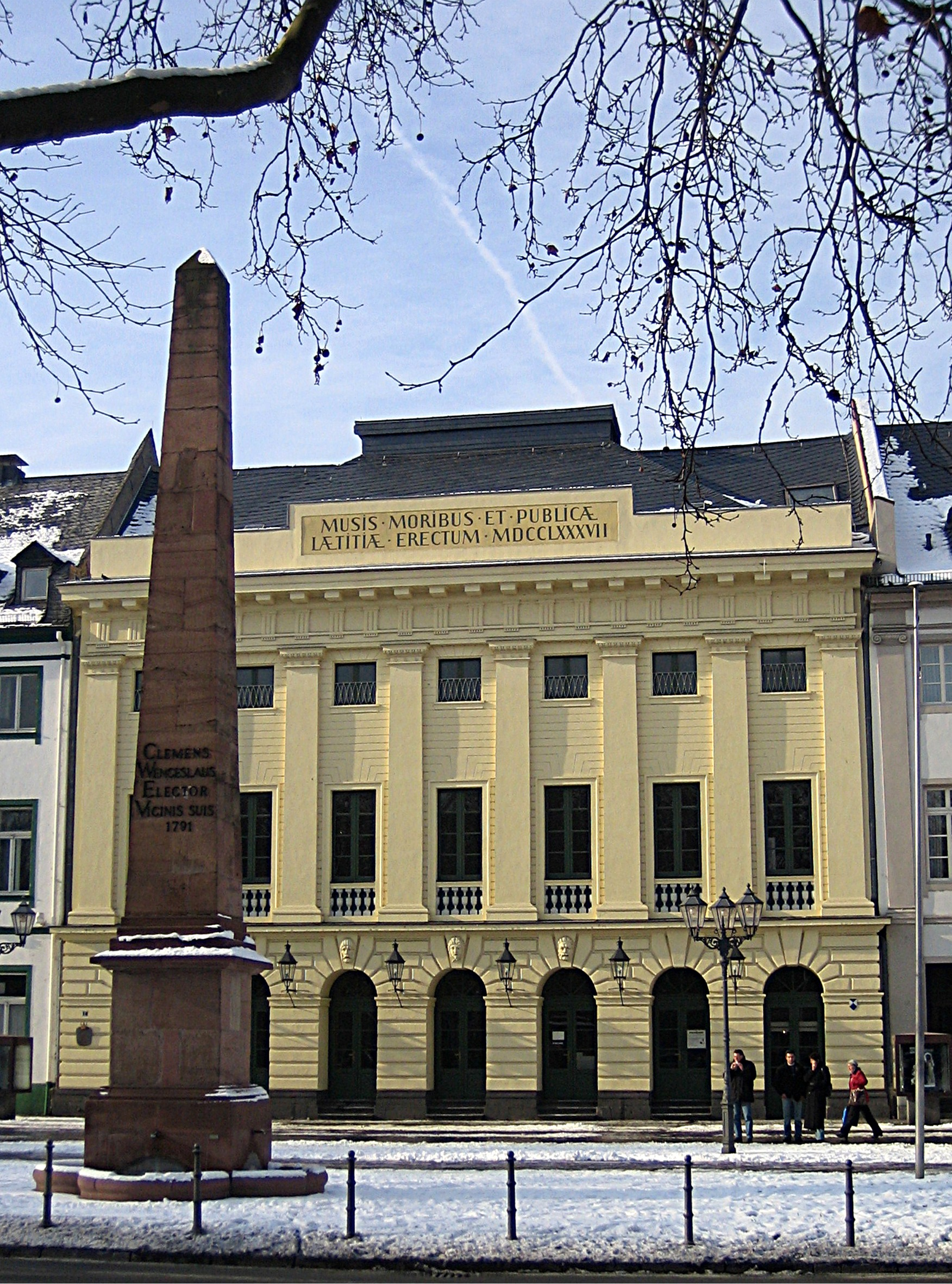
Particolare della facciata del teatro

Il teatro di Coblenza è l'unico teatro di stile neoclassico sopravvissuto dell'area del medio Reno e uno dei primi esempi di teatro all'italiana costruito in Germania. L'esterno della struttura è caratterizzato da una facciata neoclassica con lesene. Al piano terreno si trovano archi a tutto sesto di stile a bugnato, sopra i quali poggiano idealmente le lesene in facciata. La facciata termina con un architrave con fregi a triglifo e una cornice gittante. Presso l'attico si trova una sezione centrale soprelevata con l'inscrizione latina Musis Moribus Et Publicae Laetitiae Erectum MDCCLXXXVII (Alle Muse, alla Moralità e per il Piacere del Pubblico eretto nel 1787). Il tetto è piatto.
All'interno si incontra un vestibolo a tetto piatto. Dietro delle colonne doriche, si apre l'auditorium centrale che presenta anche il palco elettorale le cui decorazioni sono state ricostruite da Elmar Albrecht nel corso del restauro del 1984/1985. Esso riporta anche l'inscrizione latina "Ridendo Corrigo Mores" (Ridendo correggo i costumi [morali]).